# James Stanley, X conte di Derby
James Stanley, decimo conte di Derby (3 luglio 1664 – 1º febbraio 1736), è stato un nobile e politico inglese.

## Biografia
James Stanley era il figlio secondogenito di Charles Stanley, VIII conte di Derby e di sua moglie, Dorothea Helena Kirkhoven.
Iniziò la sua carriera politica alla Camera dei Comuni come parlamentare per la costituente di Clitheroe nel 1685, manetenendo tale sede sino al 1689, e quindi passando a quella di Preston dal 1689 al 1690 e poi quella del Lancashire dal 1695 al 1702. In quest'ultimo anno succedette a suo fratello maggiore, morto senza eredi sopravvissutigli, al titolo di conte di Derby ed entrò così a far parte della Camera dei Lords. Nel 1706 il conte di Derby venne ammesso nel Privy Council e venne nominato Cancelliere del Ducato di Lancaster, posizione che mantenne sino al 1710, divenendo in seguito Capitano dello Yeomen della Guardia dal 1715 al 1723. Prestò inoltre servizio come Lord Luogotenente del Lancashire tra il 1702 ed il 1710 e nuovamente nel 1714 e nel 1736. Nel 1732 succedette ad una sua pronipote nel titolo di Barone Strange già appartenuto alla sua famiglia.
Lord Derby sposò Mary Morley, dalla quale però non ebbe figli e quando questi morì nel febbraio del 1736, la baronìa Strange passò al suo primo cugino James Murray, II duca di Atholl, mentre la contea paterna passò ad un suo lontano parente, Edward Stanley, XI conte di Derby.

## Ascendenza
|                                         |                                       |                                       | Genitori                             |  |  | Nonni |  |  | Bisnonni                              |  |  | Trisnonni                            |  |
|                                         |                                       |                                       |                                      |  |  |       |  |  | 8. William Stanley, VI conte di Derby |  |  | 16. Henry Stanley, IV conte di Derby |  |
|                                         |                                       |                                       |                                      |  |  |       |  |  | 8. William Stanley, VI conte di Derby |  |  | 16. Henry Stanley, IV conte di Derby |  |
|                                         |                                       | 17. Margaret Clifford                 |                                      |  |  |       |  |  | 8. William Stanley, VI conte di Derby |  |  |                                      |  |
| 4. James Stanley, VII conte di Derby    |                                       |                                       |                                      |  |  |       |  |  | 8. William Stanley, VI conte di Derby |  |  |                                      |  |
|                                         |                                       | 9. Elizabeth de Vere                  | 18. Edward de Vere                   |  |  |       |  |  |                                       |  |  |                                      |  |
|                                         |                                       | 9. Elizabeth de Vere                  | 18. Edward de Vere                   |  |  |       |  |  |                                       |  |  |                                      |  |
|                                         |                                       | 9. Elizabeth de Vere                  | 19. Anne Cecil                       |  |  |       |  |  |                                       |  |  |                                      |  |
| 2. Charles Stanley, VIII conte di Derby |                                       | 9. Elizabeth de Vere                  |                                      |  |  |       |  |  |                                       |  |  |                                      |  |
|                                         |                                       | 10. Claude de La Trémoille            | 20. Louis III de La Trémoille        |  |  |       |  |  |                                       |  |  |                                      |  |
|                                         |                                       | 10. Claude de La Trémoille            | 20. Louis III de La Trémoille        |  |  |       |  |  |                                       |  |  |                                      |  |
|                                         |                                       | 10. Claude de La Trémoille            | 21. Jeanne de Montmorency            |  |  |       |  |  |                                       |  |  |                                      |  |
| 5. Charlotte de La Trémoille            |                                       | 10. Claude de La Trémoille            |                                      |  |  |       |  |  |                                       |  |  |                                      |  |
|                                         |                                       | 11. Charlotte Brabantina van Nassau   | 22. Willem I van Oranje              |  |  |       |  |  |                                       |  |  |                                      |  |
|                                         |                                       | 11. Charlotte Brabantina van Nassau   | 22. Willem I van Oranje              |  |  |       |  |  |                                       |  |  |                                      |  |
|                                         |                                       | 11. Charlotte Brabantina van Nassau   | 23. Charlotte de Bourbon-Montpensier |  |  |       |  |  |                                       |  |  |                                      |  |
| 1. James Stanley, X conte di Derby      |                                       | 11. Charlotte Brabantina van Nassau   |                                      |  |  |       |  |  |                                       |  |  |                                      |  |
|                                         | 12. Johan Polyander van den Kerckhove | 24. Johan Polyander van den Kerckhove |                                      |  |  |       |  |  |                                       |  |  |                                      |  |
|                                         | 12. Johan Polyander van den Kerckhove | 24. Johan Polyander van den Kerckhove |                                      |  |  |       |  |  |                                       |  |  |                                      |  |
|                                         | 12. Johan Polyander van den Kerckhove | 25. Christina van Houten              |                                      |  |  |       |  |  |                                       |  |  |                                      |  |
| 6. Johan Polyander van den Kerckhove    | 12. Johan Polyander van den Kerckhove |                                       |                                      |  |  |       |  |  |                                       |  |  |                                      |  |
|                                         |                                       | 13. Judith Nuyts                      | …                                    |  |  |       |  |  |                                       |  |  |                                      |  |
|                                         |                                       | 13. Judith Nuyts                      | …                                    |  |  |       |  |  |                                       |  |  |                                      |  |
|                                         |                                       | 13. Judith Nuyts                      | …                                    |  |  |       |  |  |                                       |  |  |                                      |  |
| 3. Dorothea Helena van den Kerckhove    |                                       | 13. Judith Nuyts                      |                                      |  |  |       |  |  |                                       |  |  |                                      |  |
|                                         |                                       | 14. Thomas Wotton, II baronetto       | 28. Edward Wotton, I baronetto       |  |  |       |  |  |                                       |  |  |                                      |  |
|                                         |                                       | 14. Thomas Wotton, II baronetto       | 28. Edward Wotton, I baronetto       |  |  |       |  |  |                                       |  |  |                                      |  |
|                                         |                                       | 14. Thomas Wotton, II baronetto       | 29. Hester Puckering                 |  |  |       |  |  |                                       |  |  |                                      |  |
| 7. Katherine Wotton                     |                                       | 14. Thomas Wotton, II baronetto       |                                      |  |  |       |  |  |                                       |  |  |                                      |  |
|                                         |                                       | 15. Mary Throckmorton                 | 30. Arthur Throckmorton              |  |  |       |  |  |                                       |  |  |                                      |  |
|                                         |                                       | 15. Mary Throckmorton                 | 30. Arthur Throckmorton              |  |  |       |  |  |                                       |  |  |                                      |  |
|                                         |                                       | 15. Mary Throckmorton                 | 31. Anne Lucas                       |  |  |       |  |  |                                       |  |  |                                      |  |
|                                         |                                       | 15. Mary Throckmorton                 |                                      |  |  |       |  |  |                                       |  |  |                                      |  |